# Werner Neuhaus
Werner Neuhaus (født 1. november 1897 i Burgdorf, Kanton Bern, Schweiz; død 22. august 1934 i Lützelflüh, Kanton Bern) var en schweizisk maler, tegner og grafiker.
Neuhaus var 1913 færdiguddannet som litograf og arbejdede 1918 en tid i byen Laupen, Kanton Bern. 1920-21 var han tilknyttet en handelsskole ('Gewerbeschule') i Basel.
Efter at have uddannet sig videre hos den schweiziske maler Cuno Amiet og efter i 1922 at have rejst i Tyskland fik han sit eget atelier i Binningen i kantonen Basel-Landschaft. Han blev bekendt med den schweiziske kunstner
Albert Müller og den tysk-schweiziske maler og billedhugger Hermann Scherer (en) der portrætterede Neuhaus i 1924.
En periode i 1920'erne var han medlem af kunstnergruppen "Rot-Blau" og tog ophold i Mendrisio i kantonen Ticino.
Efter en rejse til Italien vendte han sig 1927 fra expressionismen og slog sig ned i Emmental i Kanton Bern, hvor han især malede naturalistiske motiver.
Neuhaus døde 1934 i en trafikulykke.
| - Werner Neuhaus portrætteret - Selvportræt, 1922 - Hermann Scherer: Portræt fra 1924 |

| - Værker af Werner Neuhaus - "Fritzli", 1930 - Ældre blind dame, før 1934 - Rødt værelse med siddende kvinde, før 1934 - Ung kvinde, før 1934 - Tvillinger, 1934 - Plakatudkast "Basel" - Plakatudkast "Toblerone" |